# John G. Avildsen
John Guilbert Avildsen (Oak Park, Illinois, 21 de diciembre de 1935-Los Ángeles, 16 de junio de 2017) fue un director de cine estadounidense ganador del premio Óscar a la mejor dirección en 1976 por Rocky. También es conocido por ser el director de la trilogía Karate Kid y la película dramática Salvad al tigre.

## Carrera

### Primeros años
Avildsen nació en Oak Park, un suburbio de la ciudad de Chicago, y era un especialista en películas de acción. Comenzó a trabajar como mánager de producción, asistente de director y director de fotografía antes de graduarse como director a fines de los años 1960. Debutó en la dirección a fines de los sesenta y comienzos de los años 1970 con comedias como Guess What We Learned in School Today (1969), Cry Uncle! (1971) y Salvad al tigre (1973) donde dirigió a Jack Lemmon, ganador del Óscar al mejor actor por su papel en esa cinta y donde Avildsen recibió favorables críticas.

### Rocky
Pero fue Rocky (1976) el título con el cual Avildsen conquistó la fama internacional al ganar el Óscar al mejor director en 1977. Sus siguientes producciones no consiguieron igualar el éxito de aquella cinta y tuvo un despido cuando dirigía Saturday Night Fever (Fiebre del Sábado por la Noche) sus constantes cambios al guion, cambios a las tomas, cambios a la música (quería recortar los temas de los Bee Gees) y su ego en el plató, terminaron por mortificar al protagonista John Travolta y a los productores del film, siendo reemplazado por John Badham. 

### Karate Kid
No fue hasta que dirigió Karate Kid (1984) que regresó con autoridad con la fórmula ganadora de conmover al público, el film y sus personajes fueron un éxito de taquilla en todo el mundo y dio origen a toda una trilogía y un remake: The Karate Kid en 2010.

### Estilo
Una de las temáticas recurrentes en las películas de Avildsen es la lucha por un sueño o ideal y el posterior triunfo de sus personajes a pesar de sus problemas y adversidades.

## Fallecimiento
Avildsen falleció el 16 de junio de 2017 en el Cedars-Sinai Medical Center de Los Ángeles, California, debido a un cáncer de páncreas, a los 81 años de edad.

## Filmografía
| Año  | Trabajo                                | Notas                                  |
| ---- | -------------------------------------- | -------------------------------------- |
| 1965 | Acosado                                | Productor ejecutivo                    |
| 1969 | Turn on to Love                        | Director, editor y fotografía          |
| 1970 | Guess What We Learned in School Today? | Director, editor y fotografía          |
| 1970 | Joe                                    | Director y fotografía                  |
| 1971 | Cry Uncle                              | Director, editor y fotografía          |
| 1971 | Okay Bill                              | Director, editor y fotografía          |
| 1972 | The Stoolie                            | Codirector y fotografía                |
| 1973 | Salvad al tigre                        | Director                               |
| 1975 | Fore Play                              | Director                               |
| 1975 | Un caradura simpático                  | Director                               |
| 1976 | Rocky                                  | Director                               |
| 1978 | Danza lenta en la gran ciudad          | Productor y editor                     |
| 1980 | La fórmula                             | Director                               |
| 1981 | Neighbors                              | Director                               |
| 1983 | Una noche en el cielo                  | Director y editor                      |
| 1984 | Karate Kid                             | Director y editor                      |
| 1986 | Karate Kid II                          | Director y editor                      |
| 1987 | Happy New Year                         | Director                               |
| 1988 | ¡La que hemos armado!                  | Director y editor                      |
| 1989 | Lean On Me                             | Director, productor ejecutivo y editor |
| 1989 | Karate Kid III                         | Director y editor                      |
| 1990 | Rocky V                                | Director y editor                      |
| 1992 | The Power of One (La fuerza de uno)    | Director y editor                      |
| 1994 | 8 segundos                             | Director                               |
| 1998 | A Fine and Private Place               | Director                               |
| 1999 | Van Damme's Inferno                    | Director                               |
| 2007 | Dancing Into the Future                | Director y productor                   |
| 2015 | The Real Miyagi                        | Él mismo (elenco)                      |

## Premios y distinciones
Premios Óscar
| Año  | Categoría               | Película            | Resultado |
| ---- | ----------------------- | ------------------- | --------- |
| 1977 | Óscar al mejor director | Rocky               | Ganador   |
| 1983 | Mejor documental corto  | Traveling Hopefully | Nominado  |

Globo de Oro
| Año  | Categoría              | Película        | Resultado |
| ---- | ---------------------- | --------------- | --------- |
| 1973 | Mejor película - Drama | Salvad al tigre | Nominado  |
| 1977 | Mejor director         | Rocky           | Nominado  |

BAFTA
| Año  | Categoría      | Película | Resultado |
| ---- | -------------- | -------- | --------- |
| 1977 | Mejor director | Rocky    | Nominado  |